# フーゴー・マックス・グラーフ・フォン・ウント・ツー・レルヒェンフェルト・アオフ・ケーフェリング・ウント・シェーンベルク
フーゴー・マックス・グラーフ（伯爵）・フォン・ウント・ツー・レルヒェンフェルト・アオフ・ケーフェリング・ウント・シェーンベルク（Hugo Max Graf von und zu Lerchenfeld auf Köfering und Schönberg, 1871年8月21日 ケーフェリング - 1944年4月13日 ミュンヘン）は、ドイツの貴族、外交官、政治家。伯爵。バイエルン自由州首相（在任1921年 - 1922年）などの要職を歴任した。

## 生涯
バイエルン王国の名門貴族レルヒェンフェルト家（de）の一員であるルートヴィヒ・フォン・ウント・ツー・レルヒェンフェルト伯爵（Ludwig Graf von und zu Lerchenfeld）とその妻のクララ・フォン・ブライ＝シュタインブルク（Clara von Bray-Steinburg）の間の息子として生まれた。大学で法学を学んだあと、1900年にノイシュタット・アム・クルム（de）市当局の上級公務員（Assessor）となった。1904年にはバイエルン内務省（de）に移ったが、1909年から1914年まではベルヒテスガーデン市当局に勤務している。
1914年から1915年にかけてバイエルン文化・教育省（de）の参事官（Regierungsrat）を務めた。その後、中央同盟国の傀儡国家ポーランド王国の臨時国家評議会のワルシャワ総督府派遣の監督官（Regierungsrat）に任命されている。第1次世界大戦後、ドイツ外務省の外務参事官（Legationsrat）となり、1920年から1921年まで、ダルムシュタット駐在のヘッセン人民州（de）への全権委任外務参事官を務めた。
1921年9月21日から1922年11月2日まで、バイエルン州首相（de）および外相を務めた。ヴァイマル共和国時代の典型的な保守政党の1つバイエルン人民党（BVP）に所属し、首相在任時期にバイエルン州内で勢いを強めていたナチズムに対して決然と反対した。1924年のドイツ国会選挙に第26選挙区（フランケン地方）から出馬、当選して国会議員となり、1926年10月31日まで務めた。1926年から1931年まで駐オーストリア大使を務め、1931年から1933年までは駐ベルギー大使を務めた。1933年のナチ党の権力掌握後は大使を退き、翌1934年に最終的な引退を命じられた。